# Patera de Mansfield
Mansfield Patera
Pour les articles homonymes, voir Mansfield.
La patera de Mansfield (désignation internationale : Mansfield Patera) est une patera située sur Vénus dans le quadrangle de Bellona Fossae. Elle a été nommée en référence à Katherine Mansfield, écrivaine et poétesse néo-zélandaise (1888–1923).